# Odeón de Pericles

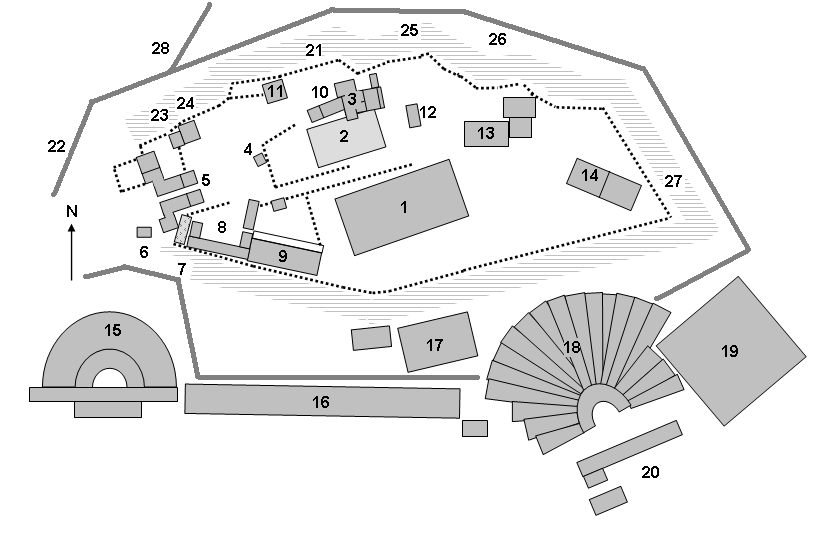
Plano de la Acrópolis de Atenas: el Odeón de Pericles es el número 19.

El Odeón de Pericles u Odeón de Atenas fue un odeón ubicado en la ladera sureste de la Acrópolis de Atenas, cerca del Teatro de Dioniso. Se utilizaba para representaciones musicales.

## Descripción
Fue erigido hacia 435 a. C., bajo mandato de Pericles, al este del Teatro de Dioniso. Tenía planta rectangular (frente a otros odeones, que eran circulares), de unos 4000 m², con doble hilera de columnas para sustentar el techo, y un propileo. Estaba cubierto de mástiles y antenas de naves de los despojos persas, terminando en cono, a modo de tienda de campaña.
Este edificio fue quemado en 86 a. C., durante el sitio de Atenas en la primera guerra mitridática, por el defensor de la ciudad, Aristion, temeroso de que el sitiador, Sila, se sirviese de su material para atacar la Acrópolis.
Posteriormente, hacia 60 a. C., fue reedificado a todo gasto por Ariobarzanes II de Capadocia.
Actualmente quedan pocos restos.